# Campeonato Asiático de Atletismo de 2019 - Revezamento 4x400 m feminino
A prova dos 4 x 400 metros estafetas feminino do Campeonato Asiático de Atletismo de 2019 foi disputada no dia 24 de abril de 2019 no Estádio Internacional Khalifa em Doha, no Catar. 

## Recordes
Antes desta competição, os recordes mundiais e do campeonato nesta prova eram os seguintes:
|                       | Nome                                                               | Nacionalidade   | Tempo     | Local   | Data                   |
| --------------------- | ------------------------------------------------------------------ | --------------- | --------- | ------- | ---------------------- |
| Recorde mundial       | Tatyana Ledovskaya, Olga Nazarova Mariya Kulchunova, Olga Bryzgina | União Soviética | 3m 15s 17 | Seul    | 1 de outubro de 1988   |
| Recorde do campeonato | Rajwinder Kaur, Sathi Geetha Chitra K. Soman, Manjeet Kaur         | Índia           | 3m 30s 93 | Incheon | 2005                   |
| Recorde asiático      | Xiaohong An, Xiaoyun Bai Chunying Cao, Yuqin Ma                    | China           | 3m 24s 28 | Pequim  | 13 de setembro de 1993 |

## Medalhistas
| Ouro                                                                                | Prata                                                             | Bronze                                                             |
| Bahrein · Aminat Yusuf Jamal · Iman Essa Jassim · Zainab Mohammed · Salwa Eid Naser | Índia · Prachi · M. R. Poovamma · Sarita Gayakwad · V. K. Vismaya | Japão · Mae Hirosawa · Seika Aoyama · Konomi Takeishi · Yuna Iwata |

## Cronograma
Todos os horários são locais (UTC+3)
| Data        | Hora  | Evento |
| ----------- | ----- | ------ |
| 24 de abril | 19:30 | Final  |

## Resultado final
| Posição           | Nacionalidade | Atletas                                                                       | Tempo   | Notas                |
| ----------------- | ------------- | ----------------------------------------------------------------------------- | ------- | -------------------- |
| Medalha de ouro   | Bahrein       | Aminat Yusuf Jamal, Iman Essa Jassim, Zainab Mohammed, Salwa Eid Naser        | 3:32.10 | Recorde da temporada |
| Medalha de prata  | Índia         | Prachi, M. R. Poovamma, Sarita Gayakwad, V. K. Vismaya                        | 3:32.21 | Recorde da temporada |
| Medalha de bronze | Japão         | Mae Hirosawa, Seika Aoyama, Konomi Takeishi, Yuna Iwata                       | 3:34.88 | Recorde da temporada |
| 4                 | Sri Lanka     | Nadeesha Ramanayaka, Shyamali Kumarasingha, Egodaha Walaww, Nimali Waliwarsha | 3:35.06 | Recorde nacional     |
| 5                 | Vietname      | Nguyễn Thị Oanh, Nguyễn Thị Hằng, Hoàng Thị Ngọc, Quách Thị Lan               | 3:37.27 | Recorde da temporada |
| 6                 | China         | Huang Jiaxin, Pan Gaoqin, Li Xue, Fu Na                                       | 3:37.97 | Recorde da temporada |
| 7                 | Kuwait        |                                                                               | DNS     |                      |

Legenda
| Recorde mundial       | Recorde mundial (World record)               |                       | Recorde africano                      | Recorde africano (African) |                                           | Q | Classificado por posição (Qualified) |
| Recorde do campeonato | Recorde do campeonato (Championship record)  | Recorde da América    | Recorde da América (Americas)         | q                          | Classificado por melhor tempo (Qualified) |   |                                      |
| Melhor marca do ano   | Melhor marca do ano (World leading)          | Recorde asiático      | Recorde asiático (Asian)              | DNS                        | Não largou (Did not start)                |   |                                      |
| Recorde nacional      | Recorde nacional (National record)           | Recorde europeu       | Recorde europeu (European)            | DNF                        | Não terminou (Did not finish)             |   |                                      |
| Recorde pessoal       | Recorde pessoal do atleta (Personal best)    | Recorde da Oceania    | Recorde da Oceania (Oceania)          | DSQ / DQ                   | Desclassificado (Disqualified)            |   |                                      |
| Recorde da temporada  | Recorde da temporada do atleta (Season best) | Recorde sul-americano | Recorde sul-americano (South America) | NM                         | Sem marca (No mark)                       |   |                                      |